# Obila tabascana
Obila tabascana là một loài bướm đêm trong họ Geometridae.